# مایک پندرس
مایک پندرس (هلندی: Mike Penders؛ زادهٔ ۳۱ ژوئیهٔ ۲۰۰۵) بازیکن فوتبال اهل بلژیک است.
از باشگاه‌هایی که در آن بازی کرده است می‌توان به باشگاه فوتبال خنک و باشگاه فوتبال چلسی اشاره کرد.
وی همچنین در تیم‌های ملی فوتبال زیر ۱۷ سال بلژیک و زیر ۱۹ سال بلژیک بازی کرده است.

## افتخارات
چلسی
- جام جهانی باشگاه‌ها: ۲۰۲۵[۲]